# Печерська синагога
Печерська синагога  — колишня синагога в Києві, що була розташована на сучасній Печерській площі, між вулицями Копиленка та Панаса Мирного.

## Історія
Наприкінці XVIII століття, коли євреям знову дозволили оселитися в Києві, вони, зокрема, оселилися і на Печерську, переважно це були купці та ремісники. У 1808 році міський архітектор Андрій Меленський розробив для Київського Єврейського товариства проєкт дерев'яного молитовного будинку, 15 червня того ж року проєкт затвердив київський губернатор Петро Панкратьєв.
Будівництво завершили у 1809 році, про що зберігся запис у пінкасі київського поховального братства «Хевра Кадиша»:
|  | Сьогодні, у неділю 24 ава 5569 р., ми зібралися, щоб зайнятися святими справами з питання синагоги, яку допомагали ми збудувати. На спільну радість було завершене її будівництво тут, на Печерську. І для того, або кожен мав своє місце, обрали ми поважних людей до спеціального товариства, три людини, відомі в місті: ребе Єгуда-Лейб, син Яакова Левенберга; пан Озер, син Бецалеля Розенфельда, відомий своїм багатством; ребе Авраам, син Якова з Борисполя, щоби було в них право продавати місця в синагозі. Кожному, хто видаватиметься їм достойним певного місця, і його дружині у жіночому відділенні, при продажу видається купча з особистим підписом і печаткою вищевказаних осіб, а також, для надання документу законної сили, нашого шановного Рава Ав-бейт-Дін Києва, ребе Довида |

Печерська синагога була дерев'яна одноповерхова, прямокутна в плані споруда (розміром 23×12 м), зведена у стилі класицизму. Чільний фасад, що виходив на захід, підкреслювався портиком із чотирма колонами. Окрім молитовні, у будинку також було приміщення для зібрань місцевого кагалу, таким чином, синагога стала громадським центром печерських євреїв. Пізніше, на початку 1820-х років біля неї звели муровану будівлю меншої, «зимової» («теплої») синагоги.
Втім, у 1827 році імператор Микола I знову заборонив євреям оселятися в Києві та вигнав їх із міста. В історичних джерелах лишився запис про те, що «вѣтхое строеніе синагоги» при цьому оцінили в 1000 рублів; у тому ж документі згадується «стара невелика будівля для [єврейської] школи». У 1829 році дерев'яна Печерська синагога згоріла у пожежі; зимова синагога, ймовірно, зруйнувалася тоді ж або була незабаром розібрана при будівництві Нової Печерської фортеці. Закревський у своєму «Описі Києва» вказує, що:
|  | ...на Печерську ж дві інші, дерев'яні синагоги, літня, здоровенна будівля, яка згоріла у 1829 році, та зимова, що навряд чи через свою близькість могла вціліти. Оригінальний текст (рос. дореф.) [на Печерскѣ же двѣ другія, деревянныя синагоги, лѣтняя, огромное зданіе, сгорѣвшее въ 1829 г. и зимняя, едва ли по близости въ то время уцѣлѣвшая] Помилка: [undefined] Помилка: {{Lang}}: немає тексту (допомога): невпізнаний код мови: ru-dor (допомога) |